# Nemoraea bifurca
Nemoraea bifurca är en tvåvingeart som först beskrevs av Chao och Shi 1982.  Nemoraea bifurca ingår i släktet Nemoraea och familjen parasitflugor. Inga underarter finns listade i Catalogue of Life.